# Batalha de Brémule
A batalha de Brémule resultou do encontro fortuito, a 20 de agosto de 1119, entre dois vizinhos que conduziam uma operação de policiamento nas suas respectivas marcas de fronteira, sendo os limites de seus reinos na região de Vexin e no vale do Sena bastante imprecisos.
Henrique I Beauclerc, rei de Inglaterra e duque da Normandia, obrigará o Luís VI o Gordo, rei de França, a fugir e refugiar-se em Andelys.
Os cronistas do lado francês descrevem o combate como uma batalha sangrenta onde Luís o Gordo, levado pela sua energia, entra em contacto com os cavaleiros adversários e, no momento em que um normando segura a sela de seu cavalo gritando "O rei está preso!", abate-o com um golpe respondendo "Não se prende o rei, nem na guerra, nem no xadrez!".
As crónicas do lado normando indicam que os cavaleiros normandos enriqueceram com os resgastes pagos pelos numerosos prisioneiros que fizeram, e que teria havido somente três mortos.
O local da batalha de Brémule situa-se no departamento de Eure, em território da comuna de Gaillardbois-Cressenville.